# アメリカグンカンドリ
アメリカグンカンドリ（アメリカ軍艦鳥、学名: Fregata magnificens）は、カツオドリ目グンカンドリ科グンカンドリ属に分類される鳥類の一種。軽快に飛行し、素速く、空中で他の鳥から略奪することが知られている。

## 分布
広く熱帯の大西洋に分布し、フロリダ州、西インド諸島およびカーボベルデにおいて、木に群れで繁殖する。また、メキシコからガラパゴス諸島を含むエクアドルにかけてのアメリカ大陸の太平洋沿岸にかけても繁殖する。
通常の分布域から遠い、マン島、デンマーク、スペイン、イングランドおよびブリティッシュコロンビア州にも、迷鳥として飛来している。

## 形態

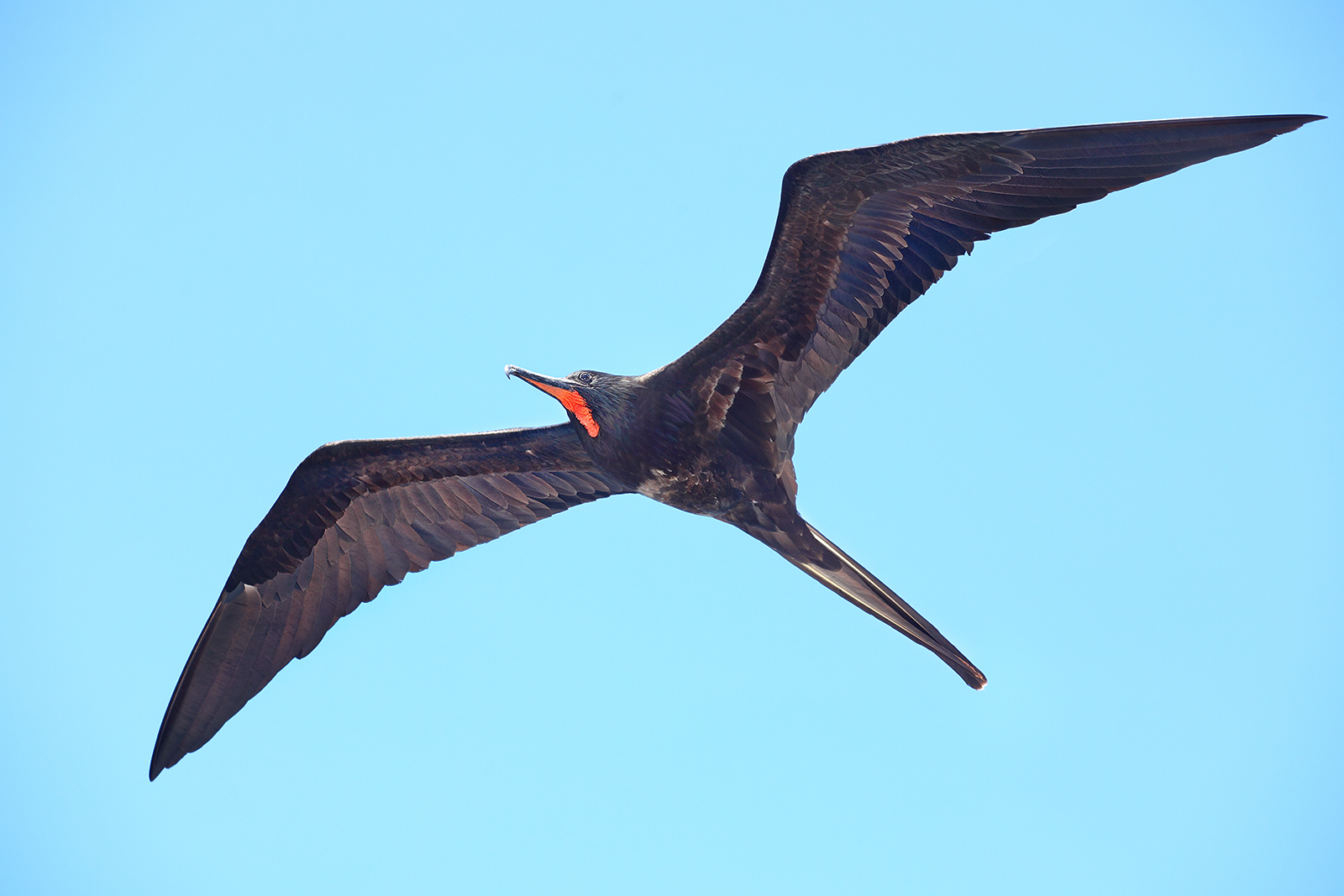
雄（ガラパゴス諸島）

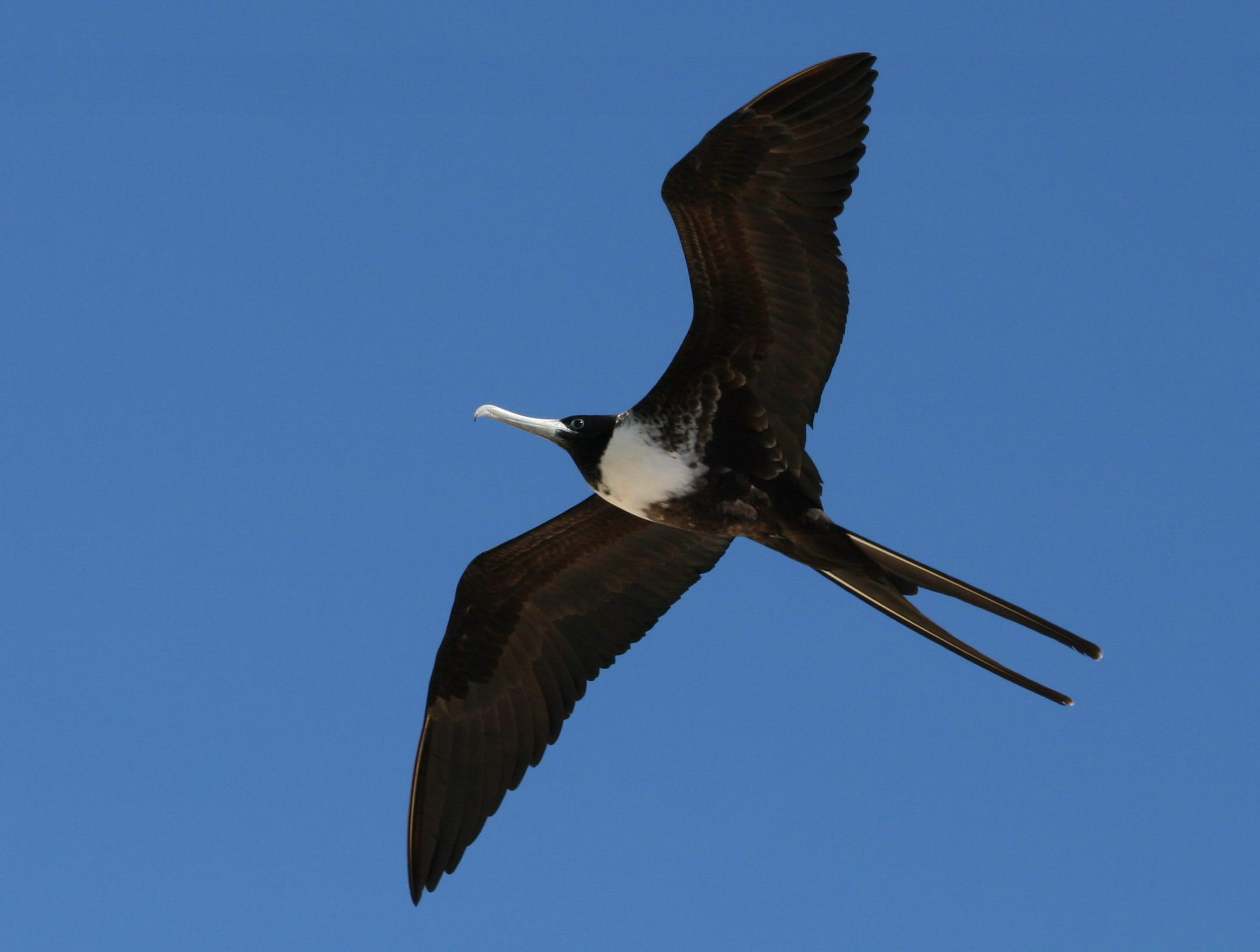
雌（アンティグア・グアテマラ）

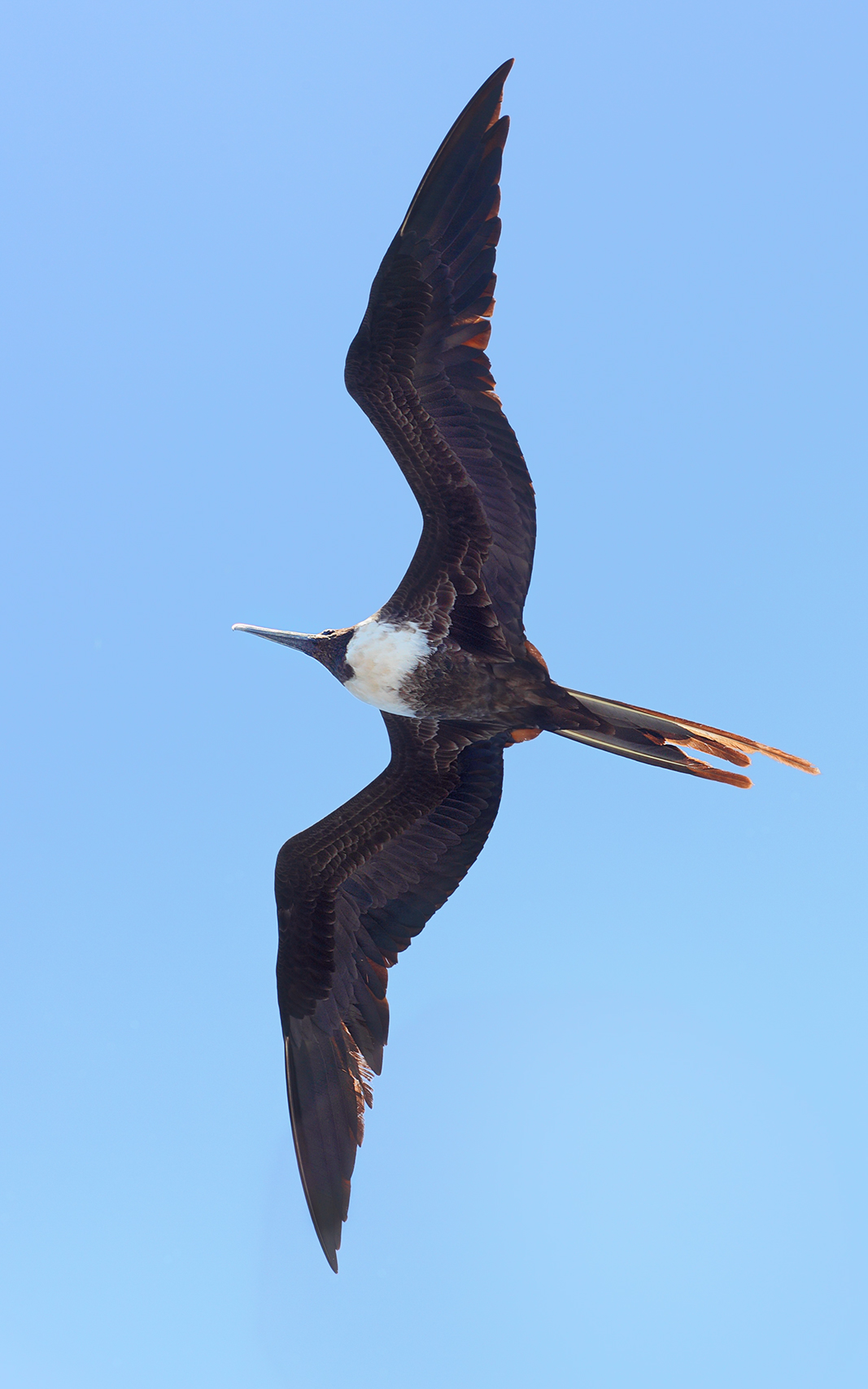
雌（ガラパゴス諸島）

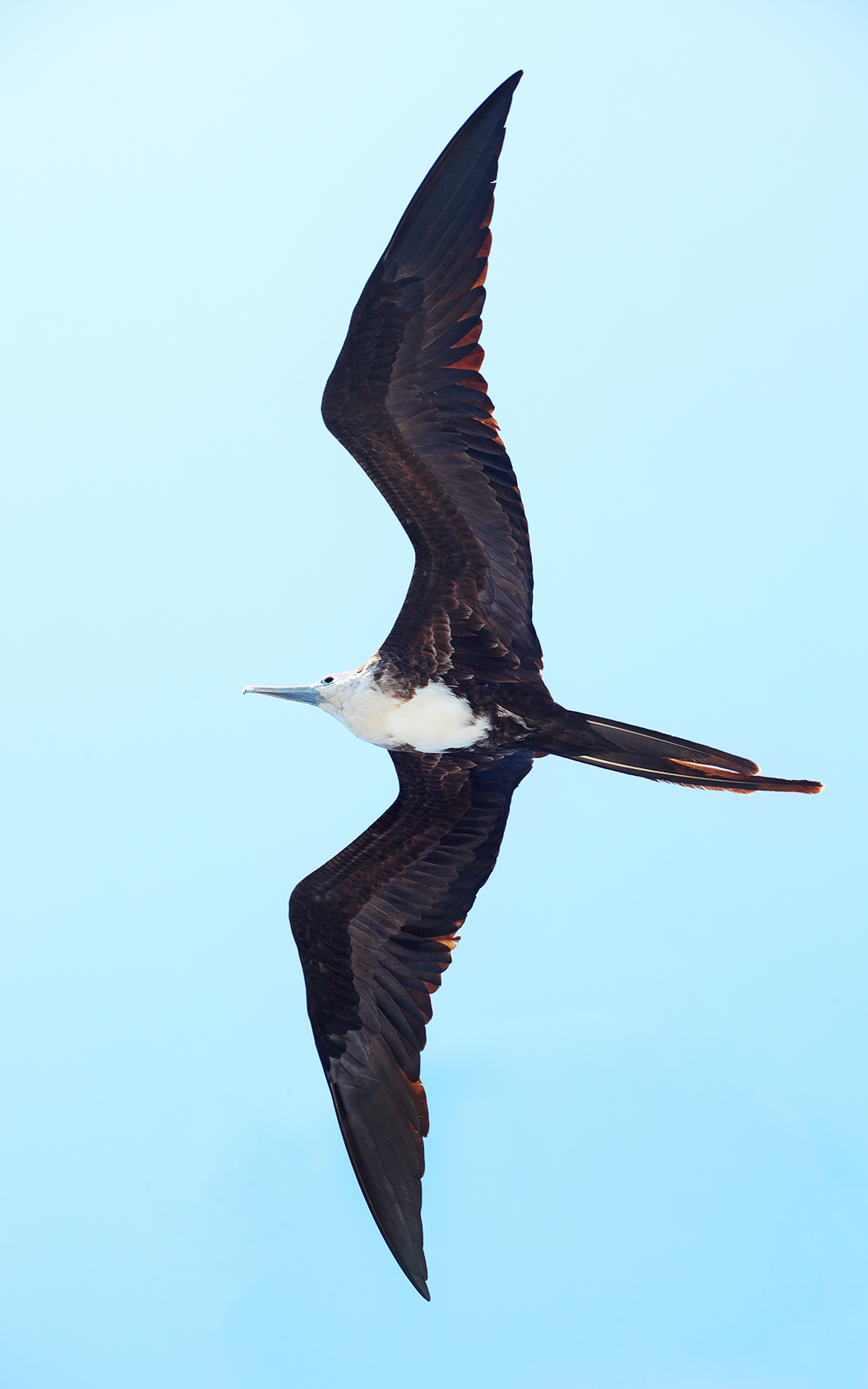
幼鳥（ガラパゴス諸島）

全長101cm (89-114cm)、翼開長238cm (217-244cm)、平均として雌のほうが雄より大きい。体重1.1-1.6kg。雄は全身黒色で、繁殖期に風船のように膨らむ赤色の喉袋をもつ。羽毛は黒いが、太陽光を反射すると肩羽が紫虹色に見える。雌は黒いが、胸および下部頸側が白く、翼に褐色の帯があり、青いアイリングをもつ。若鳥は頭部や下面が白い。
本種は、他のグンカンドリとよく似ており、コグンカンドリを除いてすべて同様の大きさである。しかし、アメリカグンカンドリは白い腋羽の突出がなく、幼鳥は腹に特徴的な菱形の大きな斑が現れる。

## 生態
飛翔時は静かであるが、巣においては様々なガラガラという音を立てる。繁殖期に雄は赤い喉袋を大きく膨らませて誇示し、雌の気を引く。
主にトビウオなどの魚を採食し、水面のイカなども採餌するが、他の海鳥（特にカツオドリ科の鳥）の餌を吐き出すよう強いるために襲う習性でも知られる。グンカンドリ類は、高度な飛翔能力を持つ一方で羽の撥水性が悪いため、水面に降りず、常に飛翔しながら餌となるものを捕る。他の海鳥の卵もよく食べる。
平均対地時速10kmで昼夜飛行して過ごし、上陸まで223±208 kmにおよぶ。交互に上昇気流のなか上昇して、時に2,500mぐらいの高さになり、また海面近くに下降する (Chastel ほか、2003)。

## 分類
アメリカグンカンドリにおける遺伝子および形態的な変化を検討した科学的研究では、予側された結果と、さらにまったく予側しない両方の結果を示した。まず第一に、種の飛行能力より予測されたように、研究者らは、ほとんどの分布域にわたって高い遺伝子的特徴を認めた。これには、パナマ地峡を越えるとされる、太平洋と大西洋の地域に共通する最近の遺伝子的証拠が含まれていた。この地質学的構成は、ほとんどの熱帯の海鳥において流動の強固な境界となる。しかし同研究ではまた、ガラパゴス諸島のアメリカグンカンドリは、遺伝学的かつ形態学的にはっきりと区別できることが分かった。この研究によると、ガラパゴスの個体群は数10万年もの間、大陸本土の同等個体と遺伝子を交換していない。

## 保全状況評価
上述の知見により、ガラパゴスの生息群は別個の遺伝子学的に異なる種となり、新しい保全状況の根拠になるとも考えられる。この遺伝学的に特有なアメリカグンカンドリの小群は、脆弱な個体群となる。人間においてのある惨事ないし脅威が、ガラパゴス諸島に営巣するおよそ2,000個体のアメリカグンカンドリを絶滅させることもあり得る。アメリカグンカンドリは現在、国際自然保護連合 (IUCN) によって軽度懸念 (Least Concern, LC) に分類されるが、英国王立協会紀要 (Proceedings of the Royal Society) の論文では、ガラパゴスにおける遺伝的特異性により、この保全状況が見直されるよう推奨している。

## 画像

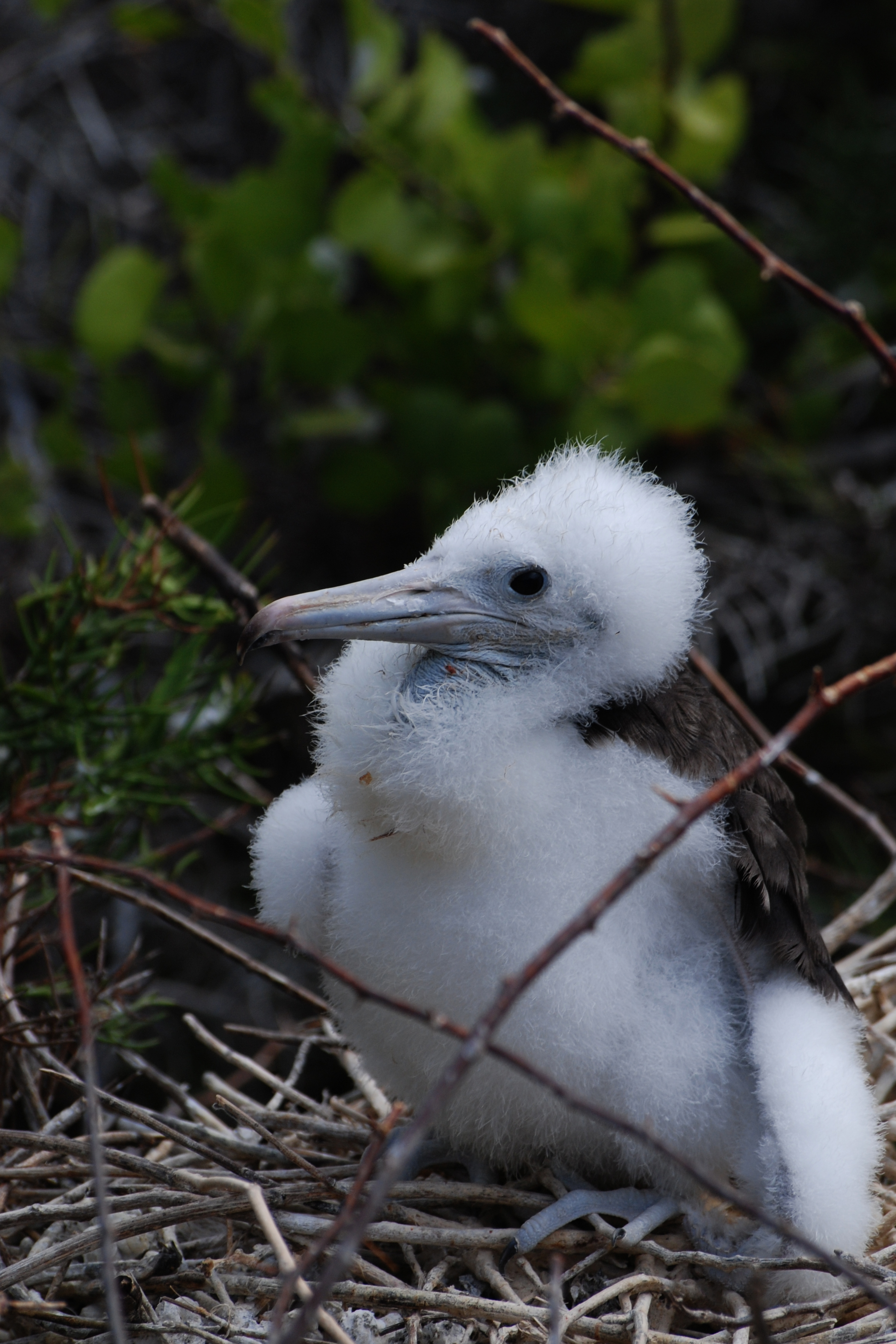
巣にいる雛（ひな）
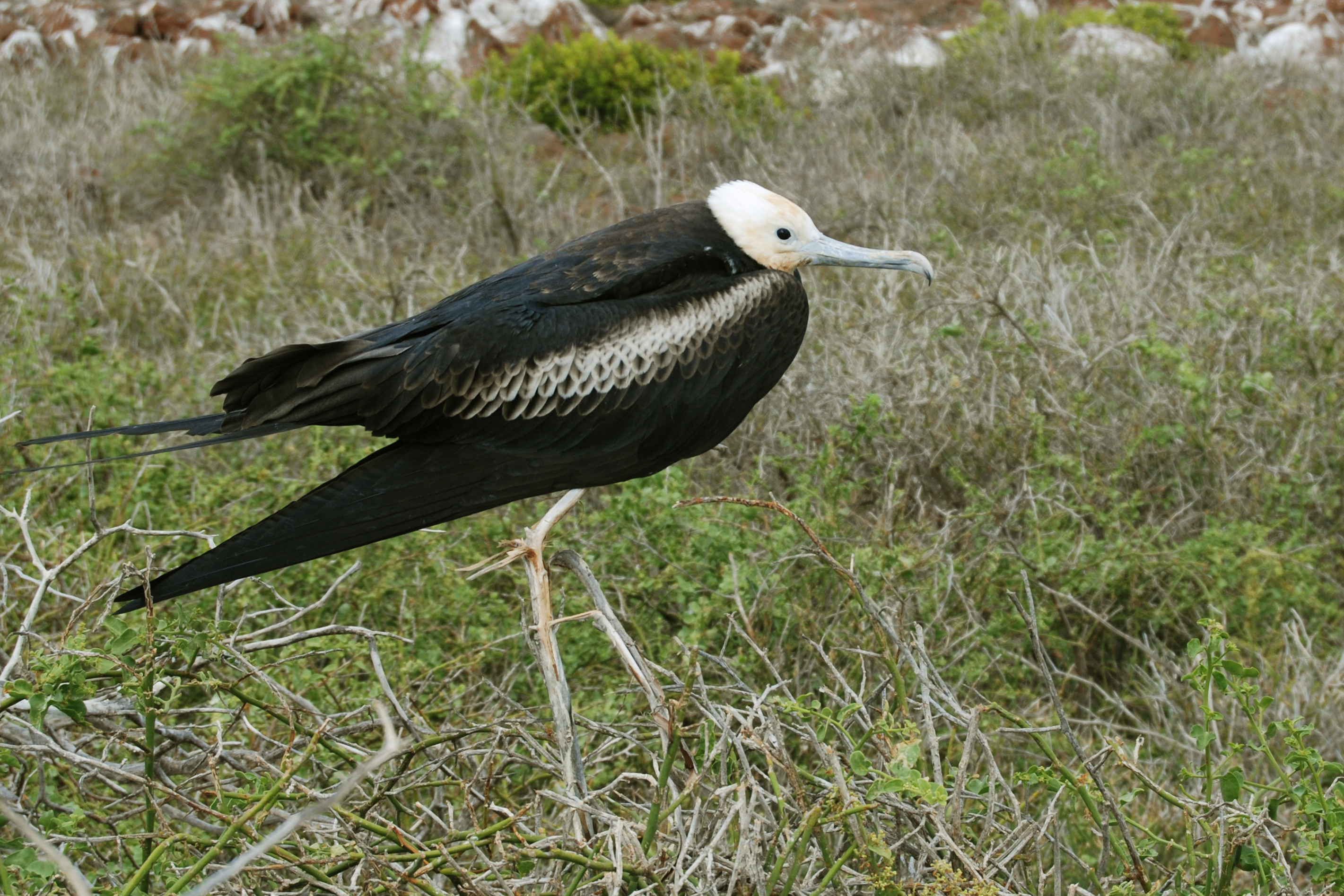
幼鳥（ガラパゴス諸島）
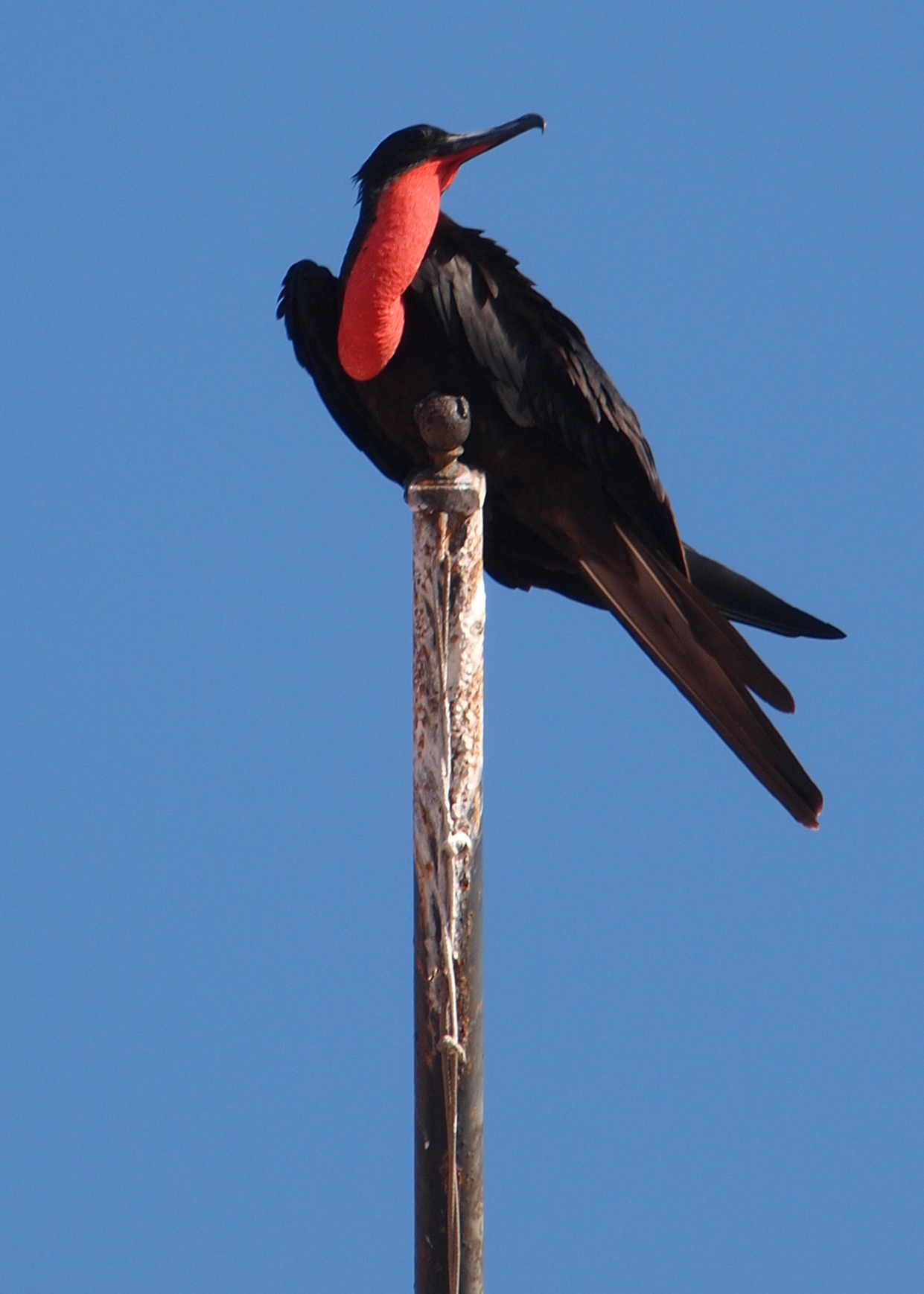
雄（メキシコ）